# Список военных аэродромов Украины
Список военных аэродромов Украины — список военных аэродромов на территории Украины.

## Действующие
- Александрия (UKBA) — Кировоградская область — Национальная гвардия Украины (Ми-8).
- Борисполь — Киевская область — 15-я транспортная бригада (Ан-30, Ми-8, Ан-26, Ту-134).
- Броды (UKLB) — Львовская область — 16-я бригада армейской авиации (Ми-24, Ми-8).
- Васильков (UKKV) — Киевская область — 40-я истребительная бригада (МиГ-29, L-39).
- Гавришовка (UKWW) — Винницкая область — 456-я транспортная бригада (Ан-26, Ан-24, Ми-8, Ми-9).
- Ивано-Франковск — 114-я истребительная бригада (МиГ-29, L-39).
- Чернигов (Певцы) — лётно-испытательный центр Воздушных сил Украины.
- Кульбакино — Николаев (Николаевская область) — 33-й центр подготовки летного состава, 299-я штурмовая бригада (Су-25, L-39), 10-я морская авиационная бригада (Бе-12, Ан-26, Ан-2, Ми-14, Ка-25, Ка-27, Ми-8).
- Калинов — Львовская область — 7-й полк армейской авиации (Ми-8, Ми-24).
- Луцк — Волынская область — 204-я Севастопольская бригада тактической авиации имени Покрышкина (МиГ-29). Код ICAO: UKLC.
- Мелитополь — Запорожская область — 25-я транспортная авиабригада (Ил-76, Ил-78, Ан-26).
- Миргород — Полтавская область — 831-я бригада тактической авиации (Су-27) (код ІАТА (аэродром) MXR, код ІКАО (аэродром) UKBM).
- Нежин — Черниговская область — МЧС Украины (Ан-32, Ми-8).
- Озерное — Житомирская область — 39-я отдельная эскадрилья 40-й авиабригады (Су-27).
- Староконстантинов — Хмельницкая область — 7-я авиабригада (Су-24М, Су-24МР).
- Чернобаевка — Херсонская область — 11-я бригада (Ми-24, Ми-8).
- Чугуев — Харьковская область — (ХВВАУЛ), 203-я учебная авиабригада (L-39, Ан-26, Ан-26Ш, Ми-8, ХАЗ-30).
- Полтава — 18-я бригада АА (Ми-2МСБ, Ми-8 , Ми-24).

## Запасные
- Белая Церковь (UKBC) — Киевская область — запасной.
- Вознесенск (UKOW) — Николаевская область — запасной.
- Коломыя — Ивано-Франковская область — запасной.
- Калиновка — Винницкая область — запасной (для авиации ВВ МВД Украины).
- Канатово — Кировоградская область — запасной.
- Краматорск — Донецкая область — запасной.

## Расформированные
- Ахтырка (UKHA) — Сумская область — 102 Л-39[1] до 24.09.1999 г. (ХВВАУЛ) — аэродром разобран.
- Арциз (Червоноглинское (аэродром)) (UKOA) — Одесская область — В 1960 году на аэродроме Арциз был сформирован 37-й военно-транспортный авиаполк. Полк имел на вооружении самолёты Ан-12, а с 1983 года — Ил-76МД. Также в 1960 году с аэродрома Сарата Одесской области в Арциз был передислоцирован 90-й истребительный авиационный полк. Полк был вооружён истребителями-перехватчиками Су-9 (с 1955 г.), Як-25М (1960-65 г.г.), Як-28П (1965-67 г.г.). В 1984 году переформирован в 90-й отдельный штурмовой авиационный полк (ошап) с перевооружением на самолёты Су-25. На основании директивы Генштаба от 22 июля 1989 года 90-й ошап расформирован, личный состав направлен на доукомплектование других частей 5-й воздушной армии. Взамен расформированного 90-го ошап в Арциз из Казахстана (аэродром Аягуз, Семипалатинская обл.) был переброшен 737-й иап ПВО, подчинённый 60-му корпусу ПВО. Полк имел на вооружении 29 истребителей МиГ-23МЛД и 5 МиГ-23УБ. В 1992 году полк вошел в состав ВВС Украины. В 1996 году переформирован в 206-ю авиабазу — Весной 1998 года 206-я а/б была расформирована. На сегодняшний день аэродром использует местный Аэроклуб.
- Бердичев (UKBR) — Житомирская область — расформирована.
- Бердянск — Запорожская область — расформирована.
- Близнецы — Харьковская область — аэродром не существует, разобран.
- Болград — Одесская область — расформирована.
- Буялык (UKOB) — Одесская область — расформирована.
- Вапнярка (UKWV) — Винницкая область — аэродром не существует, разобран.
- Великая Круча — Полтавская область — (ХВВАУЛ) — аэродром не существует, разобран.
- Вознесенск — Николаевская область — базировались 642-й гв. иап, МиГ-29, было 5 эскадрилий — расформирована.
- Геническ — Херсонская область — аэродром не существует, разобран.
- Городня — Черниговская область — аэродром не существует, разобран.
- Добрянка — Черниговская область — аэродром заброшен.
- Дубно — Ровненская область — базировались Су-24 — аэродром не существует, разобран.
- Жовтневое — Волынская область, с. Благодатное (с 2016 г.) — аэродром не существует, разобран.
- Ивангород — Черкасская область, Умань — аэродром не существует, разобран.
- Кайдаки — Днепр, используется как гражданский аэропорт.
- Канатово — Кировоградская область — запасной.
- Коростень — Житомирская область — расформирована.
- Краматорск — Донецкая область — запасной.
- Кривой Рог — Днепропетровская область — расформирована.
- Лебедин — Сумская область — (ХВАУЛ до 1992 г.[?] — МиГ-21) — аэродром не существует, разобран.
- Левковка — Харьковская область — (ХВВАУЛ — Л-39) — аэродром не существует, разобран.
- Лиманское — Одесская область — базировались 161-й иап, 827 орап, Су-17М4 — авиазавод.
- Луганск — ВВАУШ (http://www.vvvaush.org/) — расформирована, на территории находится Авиационно-технический музей (аэродром).
- Любша — Львовская область — аэродром не существует, разобран.
- Мариуполь — Донецкая область (130УАП — Бе-12, Ан-12 [ЛВВАУШ]) — расформирована.
- Мукачево — Закарпатская область — (92-й — ИАП МиГ-23, МиГ-29) — не существует, расформирована.
- Овруч — Житомирская область — (Су-24) — аэродром не существует, разобран.
- Очаков — Николаевская область — полоса разобрана частично.
- Пальмира — Черкасская область (ХВВАУЛ) — расформирована.
- Певцы (Чернигов) — Черниговская область — 201 учебная авиабаза, L-39 — расформирована в сентябре 2004 года.
- Попельня — Житомирская область — аэродром не существует, разобран.
- Прилуки — Черниговская область — (184 ТБАП — Ту-160) — расформирована.
- Пустогород — Сумская область (ЧВВАУЛ) — расформирована.
- Рауховка — Одесская область — расформирована в 1999 году. 287 отдельный вертолётный полк 48 ми-24,18 ми-8 после расформирования перебазирован в Херсон.
- Стрый — Львовская область — (Ту-22М3, Ту-16, МиГ-23) — аэродром частично разобран.
- Токмак — Запорожская область — аэродром не существует, разобран.
- Узин — Киевская область — Штаб Авиационной группы Дальней Авиации Украины, Ту-95МС и Ил-78 — расформирована.
- Умань — Черкасская область — 202 авиационная база (учебная) — расформирована в 2002 году.
- Черляны — Львовская область — расформирована.
- Чортков — Тернопольская область — расформирована, Су-25 переведены в Кульбакино.
- Черновцы — Черновицкая область — 86 ОДРАЭ Ан-30 до 1996 г. — расформирована, самолёты переведены в Нежин.
- Шипинцы — Черновицкая область — 96-я отдельная смешанная авиационная эскадрилья (5 Ми-8) — расформирована.